# Oxypoda cernua
Oxypoda cernua är en skalbaggsart som beskrevs av Thomas Casey 1911. Oxypoda cernua ingår i släktet Oxypoda och familjen kortvingar. Inga underarter finns listade i Catalogue of Life.